# Wait
En informàtica, l'ordre wait atura l'execució fins que un procés que s'està executant en segon terme (background) finalitza.

## Exemple
```
$ wait [
n
]
```

On n és opcional i representa l'identificador de procés (PID) d'un procés que actualment s'està executant en segon terme. Si no es proporciona l'opció n, l'ordre wait s'espera fins que tots els processos en segon terme de la línia d'ordres que ha invocat wait finalitzin.
wait normalment retorna l'estat de sortida (exit status) de l'últim procés executat en segon terme. Si n no és un valor correcte de PID, aleshores retorna 127 i si no hi ha cap procés a esperar aleshores retorna 0.
Com altres ordres com cd, l'ordre wait és una comanda que forma part de la shell (shell builtin).
```
 
$
 
sleep
 
20
 
&

 
[
1
]
 
12648

 
$
 
wait
 
&&
 
echo
 
"Acabat"

```

Al cap d'uns segons obtindrem el següent resultat:
```
 
[
1
]
+
 
Done
 
sleep
 
20

 
Acabat

```